# Hugh Wakefield
Hugh Wakefield (10 de noviembre de 1888 – 5 de diciembre de 1971) fue un actor de reparto teatral y cinematográfico inglés, conocido por su característica imagen portando un monóculo.

## Biografía
Nacido en Wanstead, Londres (Reino Unido), además de su trayectoria en el cine, tuvo igualmente una exitosa carrera teatral, la cual inició a los once años de edad. Entre otras obras, Wakefield participó en las representaciones originales en Londres de Between Friends (1930), Tea for Two (1938), Off the Record (1947) y The Remarkable Mr. Pennypacker (1955) . Su primera película fue City of Song (1931).
Hugh Wakefield sirvió en la RAF durante la Segunda Guerra Mundial, coincidiendo con su compañero de reparto en la película Blithe Spirit, el actor Rex Harrison. Wakefield falleció en el año 1971 en Londres, a los 83 años de edad.

## Filmografía (selección)
- 1931 : City of Song
- 1931 : The Sport of Kings
- 1931 : The Man They Couldn't Arrest
- 1932 : Life Goes On
- 1932 : Aren't We All?
- 1933 : The Crime at Blossoms
- 1933 : King of the Ritz
- 1933 : The Fortunate Fool
- 1934 : The Luck of a Sailor
- 1934 : Lady in Danger
- 1934 : El hombre que sabía demasiado
- 1935 : My Heart is Calling
- 1935 : 18 Minutes
- 1935 : No Monkey Business
- 1935 : Marry the Girl
- 1936 : The Improper Duchess
- 1936 : The Crimson Circle
- 1936 : Forget Me Not
- 1936 : The Interrupted Honeymoon
- 1936 : Dreams Come True
- 1936 : The Limping Man
- 1936 : It's You I Want
- 1937 : The Street Singer
- 1937 : Death Croons the Blues
- 1937 : The Live Wire
- 1938 : Runaway Ladies
- 1938 : Make It Three
- 1941 : This England
- 1945 : Blithe Spirit
- 1945 : Journey Together
- 1948 : One Night with You
- 1951 : No Highway in the Sky
- 1952 : Love's a Luxury
- 1954 : The Million Pound Note